# Sorel-Moussel
Sorel-Moussel és un municipi francès, situat al departament de l'Eure i Loir i a la regió de Centre – Vall del Loira. L'any 2007 tenia 1.819 habitants.

## Demografia

### Població
El 2007 la població de fet de Sorel-Moussel era de 1.819 persones. Hi havia 672 famílies, de les quals 141 eren unipersonals (40 homes vivint sols i 101 dones vivint soles), 231 parelles sense fills, 255 parelles amb fills i 45 famílies monoparentals amb fills.
La població ha evolucionat segons el següent gràfic:
Habitants censats

### Habitatges
El 2007 hi havia 887 habitatges, 688 eren l'habitatge principal de la família, 168 eren segones residències i 30 estaven desocupats. 851 eren cases i 33 eren apartaments. Dels 688 habitatges principals, 608 estaven ocupats pels seus propietaris, 60 estaven llogats i ocupats pels llogaters i 20 estaven cedits a títol gratuït; 3 tenien una cambra, 42 en tenien dues, 109 en tenien tres, 187 en tenien quatre i 347 en tenien cinc o més. 592 habitatges disposaven pel capbaix d'una plaça de pàrquing. A 280 habitatges hi havia un automòbil i a 360 n'hi havia dos o més.

### Piràmide de població
La piràmide de població per edats i sexe el 2009 era:
| Homes | Edats   | Dones |
| ----- | ------- | ----- |
| 0     | 95 o +  | 0     |
| 2     | 90 a 94 | 3     |
| 9     | 85 a 89 | 3     |
| 16    | 80 a 84 | 15    |
| 23    | 75 a 79 | 31    |
| 29    | 70 a 74 | 34    |
| 38    | 65 a 69 | 40    |
| 42    | 60 a 64 | 35    |
| 33    | 55 a 59 | 24    |
| 46    | 50 a 54 | 61    |
| 45    | 45 a 49 | 48    |
| 71    | 40 a 44 | 50    |
| 78    | 35 a 39 | 69    |
| 46    | 30 a 34 | 41    |
| 40    | 25 a 29 | 43    |
| 16    | 20 a 24 | 27    |
| 44    | 15 a 19 | 39    |
| 73    | 10 a 14 | 69    |
| 37    | 5 a 9   | 59    |
| 47    | 0 a 4   | 35    |

## Economia
El 2007 la població en edat de treballar era de 1.160 persones, 853 eren actives i 307 eren inactives. De les 853 persones actives 757 estaven ocupades (417 homes i 340 dones) i 96 estaven aturades (44 homes i 52 dones). De les 307 persones inactives 95 estaven jubilades, 108 estaven estudiant i 104 estaven classificades com a «altres inactius».

### Ingressos
El 2009 a Sorel-Moussel hi havia 681 unitats fiscals que integraven 1.802,5 persones, la mediana anual d'ingressos fiscals per persona era de 21.087 €.

### Activitats econòmiques
Dels 70 establiments que hi havia el 2007, 1 era d'una empresa extractiva, 2 d'empreses alimentàries, 2 d'empreses de fabricació de material elèctric, 4 d'empreses de fabricació d'altres productes industrials, 13 d'empreses de construcció, 9 d'empreses de comerç i reparació d'automòbils, 4 d'empreses de transport, 3 d'empreses d'informació i comunicació, 7 d'empreses immobiliàries, 14 d'empreses de serveis, 5 d'entitats de l'administració pública i 6 d'empreses classificades com a «altres activitats de serveis».
Dels 22 establiments de servei als particulars que hi havia el 2009, 1 era una oficina de correu, 1 taller de reparació d'automòbils i de material agrícola, 1 establiment de lloguer de cotxes, 4 paletes, 3 guixaires pintors, 2 fusteries, 2 lampisteries, 2 electricistes, 5 agències immobiliàries i 1 tintoreria.
L'únic establiment comercial que hi havia el 2009 era una fleca.
L'any 2000 a Sorel-Moussel hi havia 7 explotacions agrícoles.

## Equipaments sanitaris i escolars
El 2009 hi havia una escola elemental integrada dins d'un grup escolar amb les comunes properes formant una escola dispersa.

## Poblacions més properes
El següent diagrama mostra les poblacions més properes.